# NEXT COLOR PLANET
『NEXT COLOR PLANET』（ネクスト カラー プラネット）は、日本のバーチャルYouTuber、バーチャルアイドル星街すいせいの楽曲。2020年3月22日に配信された。発売元は所属事務所ホロライブプロダクションを運営するcover corp.。

## 概要
自身初のデジタルシングルで、2020年3月21日に行われたデビュー2周年の前夜祭として行われた3Dライブ配信において初歌唱され、翌日の3月22日にミュージックビデオの公開と配信を開始した 。
ミュージックビデオは2021年8月12日に1000万再生を突破した。自身の公式チャンネルで投稿した動画では初めて1000万回以上再生された動画である。
また、2020年12月発表のVtuber楽曲大賞2020で楽曲部門1位、MV部門3位にそれぞれノミネートした。

## 解説
楽曲の制作はArte Refactが行い、サウンドプロデューサー兼ディレクターとして桑原聖が参加している。
星街が酒井の制作した楽曲を歌いSNSに投稿したのを酒井が見つけ、星街に声をかけたことがきっかけとなりArte Refactの制作で楽曲が作られる運びとなった。
星街は「ようやくスタートラインに立った」「自分を奮い立たせるためにも、リスナーの皆に今はまだ全然ゴールではないことを示す」というメッセージを意識して歌詞を作り、楽曲をオーダーした際も、「エモさ重視というよりかはパーティーソングのような曲調にしてほしい」という要望を出した。

## チャート成績
2020年4月1日付けのBillboard JAPANでDownload Songs初登場16位を獲得。オリコンチャート デジタルシングル（単曲）デイリーランキングでも初登場5位を獲得。
moraアニソンランキングでも、初週2位、第2週8位 と2週連続のランクインをした。iTunes 台湾 Top 100 Songsでは2021年4月18日付で18位にランクイン。

## 楽曲
| #  | タイトル              | 作詞         | 作曲・編曲 | 時間 |
| -- | --------------------- | ------------ | ---------- | ---- |
| 1. | 「NEXT COLOR PLANET」 | 星街すいせい | 酒井拓也   | 4:19 |

## タイアップ
NEXT COLOR PLANET
アーケードゲーム「WACCA」プレイ楽曲
スマホゲーム「D4DJ Groovy Mix」プレイ楽曲
アーケードゲームオンゲキプレイ楽曲